# Tamarix arceuthoides
Tamarix arceuthoides är en tamariskväxtart som beskrevs av Bge. Tamarix arceuthoides ingår i släktet tamarisker, och familjen tamariskväxter. Inga underarter finns listade.